# Jay-Jay Johanson
Jay Jay Johanson (ur. w 1969 roku)– szwedzki piosenkarz.

## Dyskografia

### Albumy studyjne
- Whiskey (1996)
- Tattoo (1998)
- Poison (2000)
- La confusion des genres (ścieżka dźwiękowa, 2000)
- Antenna (2002)
- Rush (2005)
- The Long Term Physical Effects Are Not Yet Known (2007)
- Self Portrait (2008)
- Spellbound (2011)
- Cockroach (2013)
- Opium (2015)

### Kompilacje
- Poison/La Confusion des Genres (2000)
- Prologue: Best of the Early Years 1996-2002 (2004)